# みんなあげちゃう
『みんなあげちゃう♡』は、弓月光による日本のエロティックコメディ漫画作品。『週刊ヤングジャンプ』誌上において1982年から1987年にかけて連載された。それまで少女漫画で活躍していた弓月が青年漫画へと移るきっかけとなった作品。
1985年（昭和60年）にはにっかつから金子修介監督で実写映画化、1987年（昭和62年）にはテレビドラマ化（月曜ドラマランド枠）・OVA化されている。

## 概要
『週刊ヤングジャンプ (YJ)』1982年（昭和57年）37号と42号に掲載された読切「処女いりませんか?」と「処女いりませんか PART2 ワンスモア・トライ」の続編として同年49号より連載を開始し、1987年（昭和62年）33号までのおよそ5年にわたって連載。1987年には前日譚「みんなあげちゃう♡特別編」が『YJ増刊ザ・グレート青春号』Vol.7に掲載されている。
単行本は〈ヤングジャンプ・コミックス〉より全19巻。1994年（平成6年）から1995年（平成7年）にかけてワイド版全11巻、2008年（平成20年）から2009年（平成21年）にかけて文庫版全13巻が発行されている。先行する2編の読切は単行本には『みんなあげちゃう♡』の第1話・2話として収録、「特別編」は長らく単行本未収録となっていたが発表より20年以上を経た2008年（平成20年）に、短編集『弓月光傑作選 (1) めたボリカ』に「みんなあげちゃう♡エピソード：0」として収録された。また、弓月の画業40周年記念として出版された『弓月光のお仕事 〜40th anniversary BOX〜』には3冊組のうちの2冊目として総集編『みんなあげちゃう♡セレクション』が収められている。
一人暮らしの予備校生・地下中六郎と、彼の元に突如「処女いりませんか?」と訪れてきた女子高生・間宮悠乃の2人の出会いから大学受験・結婚、そして一族揃ってスケベな世界的な金持ち一家・間宮家との騒動を性行為描写を交えて描く。こうした性行為描写については「ドロドロとしたセックスは描きたくない」として、コメディタッチが基本となっている。
本作は弓月が初めて青年漫画誌で連載した作品であり、それまでは少女漫画雑誌で執筆を続けていた弓月が活動の中心を青年誌に移す転機となった作品である。しかし弓月に青年誌へと移る意志があったわけではなく、出来上がった作品が少女誌には掲載出来ない様な作品であったところに当時の担当の『YJ』への移籍が重なったため、『YJ』であれば掲載可能であろうと持ち込んだのがきっかけであった。こうした当時の状況を「結果としてそうなっただけで、最初から『青年誌に行こう』と思っていたわけではなかった」と弓月は述懐している。こうした弓月の経歴もあり、青年誌掲載作品ながらも女性の読者も多い作品であった。
ワイド版以降の再出版では、トルコ風呂からソープランドへの記述変更、エイズに対する当時広まっていた誤解に基づく描写や幼女との性行為描写の削除が行なわれている。
2018年、画業50周年記念として「グランドジャンプ」（No.20）で35年振りに書き下ろされた間宮悠乃が表紙を飾り、ふなつかずきの作画による特別読み切り「みんなあげちゃう♡sequel」が掲載された。

## 登場人物
地下中六郎
声 - 堀川亮/ 映画 - 岡竜也 / ドラマ - 山本陽一
主人公。予備校生。後に安政大経済学部。世間的には並以下の男だが、それゆえに金持ちの「金さえ払えば何でもできる」という傲慢が理解できず、下手な上昇志向もない。間宮と関わったことで、それまで考えもしなかった額の金も得るが、本人は一時的に浮かれることはあっても、そうなった自分が怖くて考え直してしまう良い意味で小市民。100万円以上の金額はピンとこず、株や為替を始めとした億単位の資産運用などさっぱりわからない。
悠乃に着けられた貞操帯を外すために使用した薬品の副作用でペニスの大きさがかなり自由自在になる特技を得る。関わった女に強い運をもたらす能力をもつ。
間宮悠乃
声 - 松井菜桜子/ 映画 - 浅野なつみ / ドラマ - 佐藤恵美
修学院女子高等学校、後に安政大法学部。間宮財団の令嬢。六郎に一目惚れして自ら「処女いりませんか?」と尋ねてくる。すったもんだの末に結ばれ六郎の子も身ごもった。
お嬢様らしく我慢は苦手でわがまま。好奇心が強く、思い付きで行動するところがあってトラブルの元になることも多い。
間宮重蔵
声 - 八奈見乗児
悠乃の祖父。
戸田茂一
黒縁丸メガネがトレンドマークの地下中六郎の幼馴染。食料責めに巻き込まれたこともある。後に私立任天堂医科大学へ進学。
三井ヒロミ
声 - 篠原恵美
修学院女子高等学校。悠乃の親友。彼女含めて友人は皆イイトコのお嬢さん揃いだが、（将来、見合い結婚するまでの猶予期間として）男遊びの激しい非処女の集団で悠乃と六郎の初セックスの手助けをするも、何も知らない六郎にバレて怒られている。
仁科純子
安政大経済学部2年。ファーストフードのアルバイトで知り合った女性。1年生歓迎コンパの酔った勢いで六郎と関係を持つ。
志乃田
一ッ星学院予備校の教師。六郎の進路や相談にのる。
津々見鮎子
安政大経済学部。ボロアパートに住んでいる貧乏学生。六郎と関係を持つ。六郎が初めて得た大金の使い道第一弾が彼女への経済援助だった。
地下中正二郎
六郎の父親。悠乃を育ちが悪い女性と思い別れさせようとするが、最後には悠乃との付き合いを認める。
間宮誠一
声 - 屋良有作/ 映画 - 宮本悦朗
悠乃の父親。桜子に内緒でソープランドなどを経営している。
間宮桜子
声 - 池田昌子/ 映画 - 木村夏江 / ドラマ - 生田悦子
悠乃の母親。六郎相手に騒ぎを起こした悠乃を勘当するが、本人も間宮の名にふさわしい色好み。かなりのメカ音痴で後述の感覚置換装置を作動中に操作盤に寄りかかって無作為にキーを押して壊してしまう。
間宮善一
悠乃の叔父であり発明家。思いついたものを完成させる資金には糸目をつけない。人間の知覚情報を丸ごと入れ換えて体験する機械や、ガイノイド（1体140億）も開発した。間宮の一族らしく、セックス方面にしか興味がないため、六郎いわく「お蔵入りになった発明品にもとんでもない代物がありそう」とのこと。
蘭子
声 - 高乃麗
ギロチンの蘭子。俗に言う「花電車」の達人。悠乃に性技を教えるが指導と鍛練はスパルタで、結果として左手の握力に相当する膣圧を得る。
ミスティ・アン・マクマイヤー
石油メジャー・UP（ユニバーサル・ペトーリアム）石油会長の孫娘（14女）。六郎の間宮一族に入るための試練に潜り込んでいた10歳にも満たない幼女。間宮同様に閨閥を重んじる一族でもあり、彼女も年齢にそぐわぬ性技を仕込まれている。六郎と関係した女性のほとんどが六郎が「悠乃を好き」なのを認めているのに対し、将来的な略奪を企んでいる。
間宮千代
声 - 堀絢子
悠乃の曾祖母。一族入りの試練の末に間宮に絶縁状を叩きつけた六郎を間宮に恥をかかせたと周辺のスーパーから個人商店まで買収しての兵糧攻めにした。未熟な六郎を金と女の修行に出し、最終的には女を出世させる力があると認めた。
若かりし頃には六郎にそっくりな男・武田信三郎と付き合っていたが、親に反対され10万円の手切れ金（当時としては億単位の価値）とともに姿を消したため結ばれなかった。
島津美保代
親王女学院3年。
内海真奈
六郎が放浪中立ち寄った男子禁制の尼寺・盛期山親王寺の庵主の娘。男嫌いの庵主によって幼児期より尼寺で暮らし、男性の存在を知らずに育った純粋無垢の少女。不健全な教育をされていると憤慨した六郎によって連れ出され、男を教えられる。
凡天堂
辻占いをしている易者。独自に福まん・福チンといった「セックスによって運の変動を起こす相の研究」をしている。真理の厄を引き受けてしまった六郎のために「5人の福娘」を探し出す。
渡瀬真理
貧乏おそその未亡人。福チンを自称する男と結婚を繰り返すが、旦那は全員が事故・病気・自殺等で亡くなり、財産だけが雪だるま式に増えていた。六郎といたしたおかげで厄が落ち（凡天堂曰く「福気味」となる）、本命の男と結婚できるようになるが、自身に宿っていた厄を六郎に移してしまう。
久鬼いつみ
私立芦屋女学院3年生。18歳。福娘の1人。実家はヤクザだが、間宮家の分家筋。10年後、日本最大の暴力団組織の組長となる。
山脇祥子
桃川女子短大1年生。19歳。間宮物産の社長令嬢。福娘の1人。6年後、総理大臣となる代議士秘書と結婚。
竹内ひとみ
婦人警官。福娘の1人。15年後、日本初の女子警視総監になる。
千倉景子
ディーラー。福娘の1人。22歳。間宮一族に怨みを持ち、六郎を襲おうとするも返り討ちに合う。20年後、世界中のカジノを支配する元締となる。
藤枝ありす
日本国内にも膨大な山林を所有するカナダの山林王の娘。16歳。福娘の1人。

## 書誌情報
全て著者は弓月光、発行は特記のない限り集英社。ヤングジャンプ・コミックス (YJC) 版は、判型がB6判に変更される以前の刊行であるため新書判である。
- 『みんなあげちゃう♡』 〈ヤングジャンプ・コミックス〉全19巻、新書判
  1. 1983年7月25日第1刷発行、ISBN 4-08-861341-4
  2. 1983年10月25日第1刷発行、ISBN 4-08-861342-2
  3. 1983年12月25日第1刷発行、ISBN 4-08-861343-0
  4. 1984年3月25日第1刷発行、ISBN 4-08-861344-9
  5. 1984年6月25日第1刷発行、ISBN 4-08-861345-7
  6. 1984年9月25日第1刷発行、ISBN 4-08-861346-5
  7. 1984年12月25日第1刷発行、ISBN 4-08-861347-3
  8. 1985年3月25日第1刷発行、ISBN 4-08-861348-1
  9. 1985年6月25日第1刷発行、ISBN 4-08-861349-X
  10. 1985年9月25日第1刷発行、ISBN 4-08-861350-3
  11. 1985年12月25日第1刷発行、ISBN 4-08-861351-1
  12. 1986年3月25日第1刷発行、ISBN 4-08-861352-X
  13. 1986年6月25日第1刷発行、ISBN 4-08-861353-8
  14. 1986年9月25日第1刷発行、ISBN 4-08-861354-6
  15. 1986年12月25日第1刷発行、ISBN 4-08-861355-4
  16. 1987年3月25日第1刷発行、ISBN 4-08-861356-2
  17. 1987年6月25日第1刷発行、ISBN 4-08-861357-0
  18. 1987年9月25日第1刷発行、ISBN 4-08-861358-9
  19. 1987年10月25日第1刷発行、ISBN 4-08-861359-7
- （ワイド版）『みんなあげちゃう♡』 ホーム社発行・集英社発売〈ヤングジャンプ・コミックス セレクション〉全11巻、B6判
  1. 1994年3月23日第1刷発行、ISBN 4-8342-2101-6
  2. 1994年4月24日第1刷発行、ISBN 4-8342-2102-4
  3. 1994年5月24日第1刷発行、ISBN 4-8342-2103-2
  4. 1994年6月22日第1刷発行、ISBN 4-8342-2104-0
  5. 1994年7月24日第1刷発行、ISBN 4-8342-2105-9
  6. 1994年8月24日第1刷発行、ISBN 4-8342-2106-7
  7. 1994年9月24日第1刷発行、ISBN 4-8342-2107-5
  8. 1994年10月24日第1刷発行、ISBN 4-8342-2108-3
  9. 1994年11月23日第1刷発行、ISBN 4-8342-2109-1
  10. 1994年12月13日第1刷発行、ISBN 4-8342-2110-5
  11. 1995年1月24日第1刷発行、ISBN 4-8342-2111-3
- （文庫版）『みんなあげちゃう♡』 〈集英社文庫コミック版〉全13巻、文庫判
  1. 2008年8月8日発売[6]、ISBN 978-4-08-618775-6
  2. 2008年8月8日発売[7]、ISBN 978-4-08-618776-3
  3. 2008年9月18日発売[8]、ISBN 978-4-08-618777-0
  4. 2008年9月18日発売[9]、ISBN 978-4-08-618778-7
  5. 2008年10月17日発売[10]、ISBN 978-4-08-618779-4
  6. 2008年10月17日発売[11]、ISBN 978-4-08-618780-0
  7. 2008年11月18日発売[12]、ISBN 978-4-08-618781-7
  8. 2008年11月18日発売[13]、ISBN 978-4-08-618782-4
  9. 2008年12月12日発売[14]、ISBN 978-4-08-618783-1
  10. 2008年12月12日発売[15]、ISBN 978-4-08-618784-8
  11. 2009年1月16日発売[16]、ISBN 978-4-08-618785-5
  12. 2009年1月16日発売[17]、ISBN 978-4-08-618786-2
  13. 2009年2月18日発売[18]、ISBN 978-4-08-618787-9
- （廉価版）『みんなあげちゃう♡』〈集英社ジャンプリミックス〉、ムック 
  1. 「大学生活は何色？編」 2009年6月29日第1刷発行、ISBN 978-4-08-109787-6
  2. 「逆玉!?六郎の婿入り編」 2009年7月13日第1刷発行、ISBN 978-4-08-109793-7
  3. 「間宮家恐るべし！編」 2009年7月27日第1刷発行、ISBN 978-4-08-109797-5
  4. 「夜のスパルタトレーニング編」 2009年8月10日第1刷発行、 ISBN 978-4-08-109805-7
  5. 「六郎の女修行・前編」 2009年8月31日第1刷発行、 ISBN 978-4-08-109811-8
  6. 「六郎の女修行・後編」 2009年9月14日第1刷発行、 ISBN 978-4-08-109821-7
  7. 「激闘・フリンピック編」 2009年9月28日第1刷発行

- 『弓月光のお仕事 〜40th anniversary BOX〜』 〈ビジネスジャンプ愛蔵版コミックス〉2008年6月24日第1刷発行（2008年6月19日発売[19]）、ISBN 978-4-08-782174-1、四六判
- 『弓月光傑作選 (1) めたボリカ』 〈ヤングジャンプ・コミックス・BJ〉2008年11月24日第1刷発行（2008年11月19日発売[20]）ISBN 978-4-08-877551-7、小B6判

## 実写映画
1985年製作の日本映画。金子修介の一般映画初監督作品。

### キャスト
- 間宮悠乃：浅野なつみ
- 地下中六郎：岡竜也
- 神父：宍戸錠
- 女武闘士：泉じゅん
- 花形：三波豊和
- 悠乃の父：宮本悦朗
- 明菜：山中千多枝
- 聖子：香野麻里
- 悠乃の祖父（長老）：木田三千雄

### スタッフ
- 監督：金子修介
- 原作：弓月光
- 脚本：井上敏樹、桂千穂（クレジット未記載）[21]
- プロデューサー：結城良煕
- 撮影：杉本一海
- 音楽：山川繁
- 主題歌：『みんなあげちゃう』（浅野なつみ）
- 挿入歌：『星の接吻』（浅野なつみ）

## OVA
1987年3月1日発売。同年3月27日より大映の配給で劇場公開もされた。

### 音楽
主題歌「みんなあげちゃう♡」
作詞 - 岩里祐穂/作曲 - 小森由美/編曲 - 椎名和夫
歌 - アイリーン&エリカ
挿入歌「愛はナイス・フィーリング」
作詞 - 森塚理世/作曲 - 瀬井広明/編曲 - 椎名和夫
歌 - アイリーン&エリカ

### スタッフ
- 監督・絵コンテ：上村修
- 構成：高橋豊
- アニメーションディレクター：栗山美秀
- 音楽：飛澤宏元
- キャラクターデザイン：つかさ匡
- 制作：アニメイトフィルム
- 製作：集英社、ムービック、ソニービデオソフトウェアインターナショナル

## テレビドラマ
1987年6月22日にフジテレビ「月曜ドラマランド」で放送された。

### キャスト
- 佐藤恵美
- 山本陽一
- 小沢栄太郎
- 西川弘志
- 黒沢ひろみ
- 木野花
- なべおさみ
- 生田悦子

### スタッフ
- 監督：南部英夫
- 原作：弓月光
- 脚本：森保鉄志
- 音楽：渡辺敬之